# Holthausen (Dortmund)

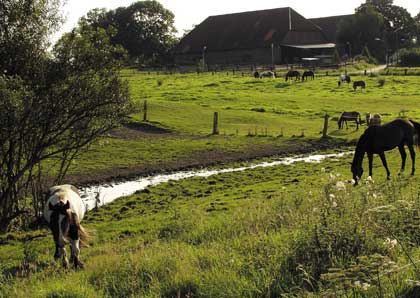
Holthauser Bach mit zwei Quellarmen

Holthausen (niederdeutsch: Holthusen) ist der Statistische Bezirk 13 und zugleich ein Stadtteil der kreisfreien Großstadt Dortmund.

## Lage
Holthausen liegt auf einer Höhe von 75 m ü. NHN ca. 7 km nördlich der Dortmunder Innenstadt. Holthausen gehört zum Stadtbezirk Eving und grenzt an Brechten, Eving, Lindenhorst, Ellinghausen, Schwieringhausen und an den Lüner Stadtteil Brambauer.
Der Stadtteil hat eine Fläche von 496 ha.

## Ortsbild
Holthausen besitzt einen stark dörflichen Charakter und einen großen Erholungswert für Dortmund. Hier befinden sich weitläufige Grün- und Waldflächen inkl. Landschaftsschutzflächen und viele bäuerliche Betriebe, die u. a. Pferdepension anbieten.
In Holthausen befindet sich die 2004 stillgelegte Brennerei Krämer. Hier wurde, anders als bei den meisten Firmen, der Korn nicht von großindustriellen Anlagen bezogen, sondern unter ständiger Überwachung in der eigenen Brennerei feingebrannt. Die Produktion erfolgt jetzt am Schwanenwall.

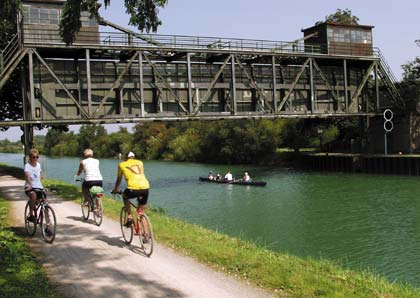
Archivbild: Sperrtor über den Dortmund-Ems-Kanal in Holthausen. Mittlerweile komplett demontiert (2019)

Durch Holthausen fließt der Holthauser Bach mit zwei Quellarmen in einem sehr schönen, natürlichen Lauf durch Wald und Wiesen. Er war früher sehr fischreich. An seiner Quelle ist sogar der seltene Eisvogel zu Hause und brütet dort.
Der Dortmund-Ems-Kanal verläuft im Westen von Holthausen.

## Geschichte
Bis zum Jahr 1905 trug die Gemeinde offiziell den Gemeindenamen Holthausen bei Lünen, zur Unterscheidung von der ebenfalls im Landkreis Dortmund gelegenen Gemeinde Holthausen bei Castrop. Sicherlich auch deshalb, da Holthausen bis 1905 zum Amt Lünen gehörte. In diesem Jahr wurde die Gemeinde in Holthausen bei Brechten umbenannt.
Am 1. April 1928 wurde Holthausen in die Stadt Dortmund eingegliedert.
Teile Brambauers wurden am 1. Juli 1950 im Austausch an die Stadt Dortmund abgetreten. Brambauer erhielt ein ursprünglich zu Schwieringhausen gehörendes Gebiet (etwa 82,28 ha). Die an Dortmund abgetretenen Flurstücke liegen südlich der A 2 und gehören jetzt teilweise zum Statistischen Bezirk Holthausen. Sie liegen nördlich der Straße Schiffhorst (etwa 57,18 ha).

## Bevölkerung
Am 31. Dezember 2024 lebten in Holthausen 1.490 Einwohner.
Struktur der Holthauser Bevölkerung:
- Bevölkerungsanteil der unter 18-Jährigen: 14,4 % [Dortmunder Durchschnitt: 16,2 % (2018)][7]
- Bevölkerungsanteil der mindestens 65-Jährigen: 22,2 % [Dortmunder Durchschnitt: 20,2 % (2018)][8]
- Ausländeranteil: 9,4 % [Dortmunder Durchschnitt: 22,3 % (2024)][9]
- Arbeitslosenquote: 1,9 % [Dortmunder Durchschnitt: 11,0 % (2017)][10]

Das durchschnittliche Einkommen in Holthausen liegt ca. 10 % oberhalb des Dortmunder Durchschnittes.

## Bevölkerungsentwicklung
| Jahr | Einw. |
| ---- | ----- |
| 1987 | 492   |
| 2003 | 476   |
| 2008 | 434   |
| 2010 | 414   |
| 2013 | 426   |
| 2016 | 428   |
| 2018 | 458   |
| 2020 | 888   |
| 2022 | 1211  |
| 2023 | 1430  |
| 2024 | 1490  |

## Wappen

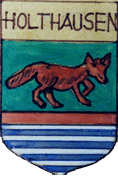
Traditionelles Wappen von Holthausen

Das Wappen von Holthausen ist dreigeteilt mit einem nach links laufenden Fuchs im Oberteil und einem breiten roten Mittelstreifen. Es kann als Hinweis auf die frühere waldreiche Umgebung des Ortes angesehen werden, in der es viele Füchse gab.

## Vereine
Die Tradition von Holthausen wird vom Holthausener Heimatverein gewahrt. So werden jedes Jahr diverse traditionelle Veranstaltungen durchgeführt wie z. B. ein Brauchtums-Osterfeuer, Schnadgang und Kuhfladenroulette.

## Verkehr
Verkehrstechnisch ist Holthausen durch Buslinien an das Stadtbahnnetz angeschlossen. Die Buslinie 473 verbindet den Ort mit Mengede. Die nahe Auffahrt Dortmund-Nordost ermöglicht die schnelle Anbindung an die Autobahn A2.